# Phrurolithus azarkinae
Phrurolithus azarkinae — вид павуків родини Phrurolithidae. Описаний у 2020 році.

## Назва
Вид названий на честь російської арахнологині Галини Азаркіної.

## Поширення
Вид поширений в Азербайджані та на півночі Ірану.

## Опис
Чоловічий голотип сягав 2,07 мм, а жіночий паратип — 2,76 мм завдовжки.